# Trần Phú, quận Hoàng Mai
Trần Phú là một phường thuộc quận Hoàng Mai, thành phố Hà Nội, Việt Nam.

## Địa lý
Địa giới hành chính phường Trần Phú: 
- Phía đông giáp phường Lĩnh Nam và huyện Gia Lâm
- Phía tây giáp phường Yên Sở
- Phía nam giáp phường Yên Sở và huyện Gia Lâm
- Phía bắc giáp phường Lĩnh Nam.

Phường Trần Phú có diện tích 3,96 km², dân số năm 2022 là 15.842 người, mật độ dân số đạt 4.000 người/km².

## Lịch sử
Trước đây, Trần Phú là một xã thuộc huyện Thanh Trì.
Ngày 6 tháng 11 năm 2003, xã Trần Phú được chuyển thành phường thuộc quận Hoàng Mai mới thành lập.